# Whitney: The Greatest Hits
A Whitney: The Greatest Hits című album Whitney Houston amerikai énekesnő első válogatásalbuma. 2000-ben jelent meg. Kétlemezes album, az első oldal (Cool Down) az énekesnő legsikeresebb lassú számait tartalmazza, a második (Throw Down) pedig a gyorsakat; a nemzetközi kiadáson a második lemez dalai túlnyomórészt eredeti változatban, az amerikai kiadáson remixként szerepelnek. Az albumhoz külön megjelent DVD is, melyen videóklipek és koncertfelvételek láthatóak.
Az albumból világszerte több mint 10 millió példány kelt el, az Egyesült Államokban 1,5 millió, amiért 2002. november 12-én háromszoros platinalemez minősítést kapott.
Az Egyesült Államokban a Circuit City üzleteiben árult változathoz egy harmadik CD is járt, rajta új remixekkel. Emellett korlátozott példányszámban megjelent egy négylemezes hanglemezszett is, rajta az amerikai változaton szereplő nyolc remix teljes hosszúságú változatával. Ez 2006. június 6-án digitálisan újra megjelent, Dance Vault Mixes: Whitney Houston – The Unreleased Mixes (Collector’s Edition) címmel.
2011 januárjában a Whitney: The Greatest Hits az Egyesült Királyságban ismét megjelent, The Essential Whitney Houston címmel és más borítóval.
2012 februárjában, Houston halála után az album újra felkerült az amerikai Billboard 200 slágerlistára; 64 000 elkelt példánnyal a 6. helyre került. Kanadában az album a 3. helyre került 7800  eladott példánnyal. Február 29-én Houston lett az első női előadó, akinek egyszerre három albuma is a top 10-ben szerepelt a Billboard 200-on: a Whitney: the Greatest Hits a 2., a Több, mint testőr filmzene a 6., a Whitney Houston album a 9. helyen állt).
Az album négy korábban kiadatlan számot is tartalmaz, – a Same Script, Different Cast, egy duett Deborah Coxszal ; a Could I Have This Kiss Forever, egy duett Enrique Iglesiasszal, az If I Told You That, egy duett George Michaellel, és a Fine -, amelyek mindegyike kislemezként jelent meg, váltakozó sikerrel.

## Fogadtatása
Az album vegyes kritikákat kapott megjelenésekor. Steve Huey, az AllMusic munkatársa rossz ötletnek tartotta, hogy a második lemezen a dalok albumváltozatai helyett remixek szerepelnek. „A lemez megerősíti, hogy Houston slágerekben mindig nagy volt, de a kiadvány így is frusztráló, érződik rajta a lemezcég mohósága.” Jim Farber, a New York Daily News munkatársa azonban a második lemezt magasabbra értékelte az elsőnél, ami szerinte csak „újrahasznosítja Houston unalmas régi lassú számait”. „A remixekben megnyilvánuló erotikus dinamizmusával senkinek a tüdeje nem bírna versenyre kelni. Az album második lemeze nemcsak fantasztikus bulilemez, de teljesen újradefiniálja Houstont előadóként.” Allison Samuels a Newsweektől megjegyezte: „Whitney nemzedékéből senki más nem énekel egyénibb hangon és több meggyőződéssel”, és öt csillagból néggyel osztályozta az albumot. Ken Tucker az Entertainment Weeklytől nyersen fogalmazott az albummal kapcsolatban. „Ha végighallgatjuk a két lemezt, egy tehetség elpazarlását halljuk. (…) Houston folyamatosan azon van, hogy minél több lemezt adjon el, és ez az újítás rovására megy. Lazítania kellene, több kreativiást vinnie a zenéjébe.”

## Számlista

### Észak-amerikai kiadás
| 1.  | You Give Good Love                                                      | LaLa                                                              | Kashif                                | 4:11 |
| 2.  | Saving All My Love for You                                              | Michael Masser, Gerry Goffin                                      | Michael Masser                        | 3:57 |
| 3.  | Greatest Love of All                                                    | Michael Masser, Linda Creed                                       | Michael Masser                        | 4:54 |
| 4.  | All at Once                                                             | Michael Masser, Jeffrey Osborne                                   | Michael Masser                        | 4:29 |
| 5.  | If You Say My Eyes Are Beautiful (Duet with Jermaine Jackson)           | Elliot Willensky                                                  | Jermaine Jackson, Tom Keane           | 4:20 |
| 6.  | Didn’t We Almost Have It All                                            | Michael Masser, Will Jennings                                     | Michael Masser                        | 4:38 |
| 7.  | Where Do Broken Hearts Go                                               | Frank Wildhorn, Chuck Jackson                                     | Narada Michael Walden                 | 4:38 |
| 8.  | All the Man That I Need                                                 | Dean Pitchford, Michael Gore                                      | Narada Michael Walden                 | 3:57 |
| 9.  | Run to You                                                              | Allan Rich, Jud Friedman                                          | David Foster                          | 4:27 |
| 10. | I Have Nothing                                                          | David Foster, Linda Thompson                                      | David Foster                          | 4:53 |
| 11. | I Will Always Love You                                                  | Dolly Parton                                                      | David Foster                          | 4:28 |
| 12. | Exhale (Shoop Shoop)                                                    | Babyface                                                          | Babyface                              | 3:25 |
| 13. | Why Does It Hurt So Bad                                                 | Babyface                                                          | Babyface                              | 4:40 |
| 14. | I Believe in You and Me                                                 | David Wolfert, Sandy Linzer                                       | Mervyn Warren, Whitney Houston        | 3:54 |
| 15. | Heartbreak Hotel (Featuring Faith Evans & Kelly Price)                  | Carsten Schack, Kenneth Karlin, Tamara Savage                     | Soulshock & Karlin                    | 4:06 |
| 16. | My Love Is Your Love                                                    | Wyclef Jean, Jerry Duplessis                                      | Wyclef Jean, Jerry „Wonder” Duplessis | 4:19 |
| 17. | Same Script, Different Cast (Duet with Deborah Cox)                     | Anthony Crawford, Shae Jones, Stacey Dove Daniels, Montell Jordan | „Shep” Crawford                       | 4:58 |
| 18. | Could I Have This Kiss Forever (Metro Mix) (Duet with Enrique Iglesias) | Diane Warren                                                      | David Foster                          | 3:55 |

| 1.  | Fine                                                                         | Raphael Saadiq, Kamaal Fareed                                                 | Raphael Saadiq, Q-Tip                                                                      | 3:35 |
| 2.  | If I Told You That (Duet with George Michael)                                | Rodney Jerkins, Fred Jerkins III, LaShawn Daniels, Tony Estes                 | Rodney Jerkins (Additional production: George Michael)                                     | 4:33 |
| 3.  | It’s Not Right but It’s Okay (Thunderpuss Mix)                               | Rodney Jerkins, Fred Jerkins III, LaShawn Daniels, Isaac Phillips, Tony Estes | Rodney Jerkins / Thunderpuss 2000 (Chris Cox, Barry Harris)                                | 4:15 |
| 4.  | My Love Is Your Love (Jonathan Peters Mix)                                   | Wyclef Jean, Jerry Duplessis                                                  | Wyclef Jean, Jerry „Wonder” Duplessis / Jonathan Peters, Tony Coluccio                     | 4:18 |
| 5.  | Heartbreak Hotel (Featuring Faith Evans and Kelly Price) (Hex Hector Mix)    | Carsten Schack, Kenneth Karlin, Tamara Savage                                 | Soulshock & Karlin / Hex Hector                                                            | 4:20 |
| 6.  | I Learned from the Best (HQ² Mix)                                            | Diane Warren                                                                  | David Foster / Hex Hector, Mac Quayle                                                      | 4:23 |
| 7.  | Step by Step (Junior Vasquez Mix)                                            | Annie Lennox                                                                  | Stephen Lipson / Junior Vasquez                                                            | 4:04 |
| 8.  | I’m Every Woman (Clivilles & Cole Mix)                                       | Nickolas Ashford, Valerie Simpson                                             | Narada Michael Walden / Robert Clivilles, David Cole                                       | 4:30 |
| 9.  | Queen of the Night (CJ Mackintosh Mix)                                       | L.A. Reid, Babyface, Whitney Houston                                          | L.A. Reid, Babyface, Whitney Houston, Daryl Simmons / CJ Mackintosh                        | 3:45 |
| 10. | I Will Always Love You (Hex Hector Mix)                                      | Dolly Parton                                                                  | David Foster / Hex Hector                                                                  | 4:48 |
| 11. | Love Will Save the Day (Jellybean & David Morales Mix)                       | Toni C.                                                                       | Jellybean / Jellybean, David Morales                                                       | 5:06 |
| 12. | I’m Your Baby Tonight (Dronez Mix)                                           | L.A. Reid, Babyface                                                           | L.A. Reid, Babyface / The Dronez (aka Harry „Choo-Choo” Romero, José Nunez, Erick Morillo) | 5:05 |
| 13. | So Emotional (David Morales Mix)                                             | Billy Steinberg, Tom Kelly                                                    | Narada Michael Walden / David Morales                                                      | 3:57 |
| 14. | I Wanna Dance with Somebody (Who Loves Me) (Junior Vasquez Mix)              | George Merrill, Shannon Rubicam                                               | Narada Michael Walden / Junior Vasquez                                                     | 4:24 |
| 15. | How Will I Know (Junior Vasquez Mix)                                         | George Merrill, Shannon Rubicam, Narada Michael Walden                        | Narada Michael Walden / Junior Vasquez                                                     | 4:09 |
| 16. | Greatest Love of All (Junior Vasquez Mix)                                    | Michael Masser, Linda Creed                                                   | Michael Masser / Junior Vasquez                                                            | 5:09 |
| 17. | One Moment in Time                                                           | Albert Hammond, John Bettis                                                   | Narada Michael Walden                                                                      | 4:47 |
| 18. | The Star-Spangled Banner (Performed live January 27, 1991 at Super Bowl XXV) | Francis Scott Key                                                             | Musical arrangement: John Clayton, Jr. Featuring the Florida Orchestra                     | 2:15 |

| 1. | Greatest Love of All (Club 69 Mix)              | 11:54 |
| 2. | So Emotional (David Morales Emotional Club Mix) | 11:21 |

### Nemzetközi kiadás
| 1.  | Saving All My Love for You                                              | Michael Masser, Gerry Goffin                                      | Michael Masser                 | 3:57 |
| 2.  | Greatest Love of All                                                    | Michael Masser, Linda Creed                                       | Michael Masser                 | 4:52 |
| 3.  | One Moment in Time                                                      | Albert Hammond, John Bettis                                       | Narada Michael Walden          | 4:46 |
| 4.  | I Have Nothing                                                          | David Foster, Linda Thompson                                      | David Foster                   | 4:51 |
| 5.  | I Will Always Love You                                                  | Dolly Parton                                                      | David Foster                   | 4:27 |
| 6.  | Run to You                                                              | Allan Rich, Jud Friedman                                          | David Foster                   | 4:27 |
| 7.  | You Give Good Love                                                      | LaLa                                                              | Kashif                         | 4:11 |
| 8.  | All at Once                                                             | Michael Masser, Jeffrey Osborne                                   | Michael Masser                 | 4:30 |
| 9.  | Where Do Broken Hearts Go                                               | Frank Wildhorn, Chuck Jackson                                     | Narada Michael Walden          | 4:38 |
| 10. | If You Say My Eyes Are Beautiful (Duet with Jermaine Jackson)           | Elliot Willensky                                                  | Jermaine Jackson, Tom Keane    | 4:20 |
| 11. | Didn’t We Almost Have It All                                            | Michael Masser, Will Jennings                                     | Michael Masser                 | 4:38 |
| 12. | All the Man That I Need                                                 | Dean Pitchford, Michael Gore                                      | Narada Michael Walden          | 3:56 |
| 13. | Exhale (Shoop Shoop)                                                    | Babyface                                                          | Babyface                       | 3:25 |
| 14. | Count on Me (Duet with CeCe Winans)                                     | Babyface, Whitney Houston, Michael Houston                        | Babyface                       | 4:27 |
| 15. | I Believe in You and Me                                                 | David Wolfert, Sandy Linzer                                       | Mervyn Warren, Whitney Houston | 3:55 |
| 16. | I Learned from the Best                                                 | Diane Warren                                                      | David Foster                   | 4:23 |
| 17. | Same Script, Different Cast (Duet with Deborah Cox)                     | Anthony Crawford, Shae Jones, Stacey Dove Daniels, Montell Jordan | „Shep” Crawford                | 5:00 |
| 18. | Could I Have This Kiss Forever (Metro Mix) (Duet with Enrique Iglesias) | Diane Warren                                                      | David Foster                   | 3:55 |

| 1.  | If I Told You That (Duet with George Michael)            | Rodney Jerkins, Fred Jerkins III, LaShawn Daniels, Tony Estes                 | Rodney Jerkins (Additional production: George Michael)      | 4:33 |
| 2.  | Fine                                                     | Raphael Saadiq, Kamaal Fareed                                                 | Raphael Saadiq, Q-Tip                                       | 3:35 |
| 3.  | My Love Is Your Love                                     | Wyclef Jean, Jerry Duplessis                                                  | Wyclef Jean, Jerry „Wonder” Duplessis                       | 4:18 |
| 4.  | It’s Not Right but It’s Okay                             | Rodney Jerkins, Fred Jerkins III, LaShawn Daniels, Isaac Phillips, Tony Estes | Rodney Jerkins                                              | 4:49 |
| 5.  | Heartbreak Hotel (Featuring Faith Evans and Kelly Price) | Carsten Schack, Kenneth Karlin, Tamara Savage                                 | Soulshock & Karlin                                          | 4:35 |
| 6.  | Step by Step                                             | Annie Lennox                                                                  | Stephen Lipson                                              | 4:12 |
| 7.  | Queen of the Night (CJ Mackintosh Mix)                   | L.A. Reid, Babyface, Whitney Houston                                          | L.A. Reid, Babyface, Whitney Houston, Daryl Simmons         | 3:46 |
| 8.  | I’m Every Woman                                          | Nickolas Ashford, Valerie Simpson                                             | Narada Michael Walden                                       | 4:45 |
| 9.  | Love Will Save the Day                                   | Toni C.                                                                       | Jellybean                                                   | 5:21 |
| 10. | I’m Your Baby Tonight                                    | L.A. Reid, Babyface                                                           | L.A. Reid, Babyface                                         | 4:58 |
| 11. | So Emotional                                             | Billy Steinberg, Tom Kelly                                                    | Narada Michael Walden                                       | 4:32 |
| 12. | I Wanna Dance with Somebody (Who Loves Me)               | George Merrill, Shannon Rubicam                                               | Narada Michael Walden                                       | 4:49 |
| 13. | How Will I Know                                          | George Merrill, Shannon Rubicam, Narada Michael Walden                        | Narada Michael Walden                                       | 4:33 |
| 14. | I Will Always Love You (Hex Hector Mix)                  | Dolly Parton                                                                  | David Foster / Remixed by Hex Hector                        | 4:52 |
| 15. | Greatest Love of All (Club 69 Mix)                       | Michael Masser, Linda Creed                                                   | Michael Masser / Remixed by Peter Rauhofer                  | 4:43 |
| 16. | It’s Not Right But It’s Okay (Thunderpuss Mix)           | Rodney Jerkins, Fred Jerkins III, LaShawn Daniels, Isaac Phillips, Tony Estes | Rodney Jerkins / Thunderpuss 2000 (Chris Cox, Barry Harris) | 4:16 |
| 17. | I'm Your Baby Tonight (Dronez Mix)                       | L.A. Reid, Babyface                                                           | L.A. Reid, Babyface / Remixed by the Dronez                 | 5:03 |

### Whitney: The Unreleased Mixes
| Whitney: The Unreleased Mixes | Whitney: The Unreleased Mixes                                                   | Whitney: The Unreleased Mixes | Whitney: The Unreleased Mixes | Whitney: The Unreleased Mixes | Whitney: The Unreleased Mixes | Whitney: The Unreleased Mixes | Whitney: The Unreleased Mixes | Whitney: The Unreleased Mixes | Whitney: The Unreleased Mixes |
|                               | Cím                                                                             | Szerző(k)                     | Producer(ek)                  | Hossz                         |                               |                               |                               |                               |                               |
| ----------------------------- | ------------------------------------------------------------------------------- | ----------------------------- | ----------------------------- | ----------------------------- | ----------------------------- | ----------------------------- | ----------------------------- | ----------------------------- | ----------------------------- |
| 1.                            | How Will I Know (Junior Vasquez Mix)                                            |                               |                               | 7:38                          |                               |                               |                               |                               |                               |
| 2.                            | Greatest Love of All (Club 69 Mix)                                              |                               |                               | 11:54                         |                               |                               |                               |                               |                               |
| 3.                            | I’m Every Woman (Clivilles & Cole Every Woman’s House/Club Mix)                 |                               |                               | 10:21                         |                               |                               |                               |                               |                               |
| 4.                            | Greatest Love of All (Junior Vasquez Club Mix)                                  |                               |                               | 12:33                         |                               |                               |                               |                               |                               |
| 5.                            | Love Will Save The Day (Jellybean & David Morales 1987 Classic Underground Mix) |                               |                               | 7:37                          |                               |                               |                               |                               |                               |
| 6.                            | I Will Always Love You (Hex Hector Club Mix)                                    |                               |                               | 9:56                          |                               |                               |                               |                               |                               |
| 7.                            | So Emotional (David Morales Emotional Club Mix)                                 |                               |                               | 11:21                         |                               |                               |                               |                               |                               |
| 8.                            | I’m Your Baby Tonight (Dronez Mix)                                              |                               |                               | 8:33                          |                               |                               |                               |                               |                               |
| 1:19:52                       |                                                                                 |                               |                               |                               |                               |                               |                               |                               |                               |

## Kislemezek
- Could I Have This Kiss Forever (2000. július 25.)
- If I Told You That (2000. augusztus 8.)
- Same Script, Different Cast (2000. október 10.)
- Fine (2000. november 14.)

## Koncertek
A Greatest Hits album megjelenését követően, 2000. június 30. és július 3. között Houston három koncertet adott a Caesars Atlantic Cityben, hogy az albumot népszerűsítse. November 10-én újabb koncertet adott a Las Vegas-i Aladdin Theater of Performing Artsban, ahol férje, Bobby Brown fellépése nyitotta a műsort. Brown előadta pár sikeres dalát, majd a koncert végén elénekelték közös dalukat, a Something in Commont.

### A koncert számlistája
Bobby Brown
1. My Prerogative
2. That’s the Way Love Is
3. Roni
4. Rock Wit’cha
5. Every Little Step
6. Get Away
7. Don’t Be Cruel

Whitney Houston
1. Get It Back
2. If I Told You That
3. Heartbreak Hotel
4. Saving All My Love for You
5. Until You Come Back
6. I Learned from the Best
7. Step by Step
8. I Wanna Dance with Somebody (Who Loves Me)
9. How Will I Know
10. I Love the Lord1
11. I Go to the Rock1
12. Medley:

- I Believe in You and Me
- Why Does It Hurt So Bad
- It Hurts Like Hell (részletekkel a The Glory of Love-ból)

1. I Will Always Love You
2. Blessed Assurance²
3. My Love Is Your Love
4. Something in Common (Bobby Brownnal)1

1csak a Las Vegas-i koncerten
²csak a július 3-ai koncerten

### Koncertdátumok
| Dátum              | Város                      | Helyszín              |
| ------------------ | -------------------------- | --------------------- |
| 2000. június 30.   | Atlantic City (New Jersey) | Caesars Atlantic City |
| 2000. július 1.    | Atlantic City (New Jersey) | Caesars Atlantic City |
| 2000. július 3.    | Atlantic City (New Jersey) | Caesars Atlantic City |
| 2000. november 10. | Las Vegas                  | Aladdin Theater       |

## Helyezések
| Slágerlista (2000)                | Legmagasabb helyezés |
| --------------------------------- | -------------------- |
| Ausztrál albumslágerlista         | 8                    |
| Belga albumslágerlista (Flandria) | 2                    |
| Belga albumslágerlista (Vallónia) | 2                    |
| Brit albumslágerlista             | 1                    |
| Dán albumslágerlista              | 2                    |
| European Top 100                  | 2                    |
| Finn albumslágerlista             | 7                    |
| Holland albumslágerlista          | 2                    |
| Ír albumslágerlista               | 1                    |
| Japán albumslágerlista            | 3                    |
| Kanadai albumslágerlista          | 4                    |
| Német albumslágerlista            | 2                    |
| Norvég albumslágerlista           | 6                    |
| Olasz albumslágerlista            | 4                    |
| Osztrák albumslágerlista          | 3                    |
| Spanyol albumslágerlista          | 4                    |
| Svájci albumslágerlista           | 2                    |
| Svéd albumslágerlista             | 4                    |
| USA Billboard 200                 | 5                    |
| USA Top R&B/Hip-Hop Albums        | 3                    |
| Új-zélandi albumslágerlista       | 9                    |
| Slágerlista (2006)                | Legmagasabb helyezés |
| Spanyol albumslágerlista          | 90                   |

| Slágerlista (2012)                   | Legmagasabb helyezés |
| ------------------------------------ | -------------------- |
| Ausztrál albumslágerlista            | 3                    |
| Brit albumslágerlista                | 7                    |
| Dán albumslágerlista                 | 10                   |
| Francia albumslágerlista             | 9                    |
| Mexikói albumslágerlista             | 79                   |
| Norvég albumslágerlista              | 11                   |
| Olasz albumslágerlista               | 29                   |
| Osztrák albumslágerlista             | 42                   |
| Portugál albumslágerlista            | 17                   |
| Svájci albumslágerlista              | 14                   |
| USA Billboard 200 U.S Catalog Albums | 2 1                  |
| Új-zélandi albumslágerlista          | 18                   |
| The Essential Whitney Houston (2012) | Legmagasabb helyezés |
| Ausztrál albumslágerlista            | 7                    |
| Brit albumslágerlista                | 7                    |
| Dán albumslágerlista                 | 26                   |
| Francia albumslágerlista             | 56                   |
| Ír albumslágerlista                  | 7                    |
| Kanadai albumslágerlista             | 3                    |
| Lengyel albumslágerlista             | 42                   |
| Mexikói albumslágerlista             | 16                   |
| Német albumslágerlista               | 20                   |
| Olasz albumslágerlista               | 21                   |
| Osztrák albumslágerlista             | 29                   |
| Svájci albumslágerlista              | 15                   |
| Új-zélandi albumslágerlista          | 18                   |

| Slágerlista (2000)                | Helyezés |
| --------------------------------- | -------- |
| Ausztrál albumslágerlista         | 63       |
| Belga albumslágerlista (Flandria) | 18       |
| Belga albumslágerlista (Vallónia) | 10       |
| Brit albumslágerlista             | 10       |
| Holland albumslágerlista          | 32       |
| Osztrák albumslágerlista          | 31       |
| Svájci albumslágerlista           | 24       |
| Svéd albumslágerlista             | 19       |
| USA Billboard Hot 200             | 81       |
| USA R&B/Hip-Hop Albums            | 77       |

| Slágerlista (2000–2009) | Helyezés |
| ----------------------- | -------- |
| Brit albumslágerista    | 48       |

## Minősítések
| Ország             | Adat forrása | Minősítés       | Elkelt példányszám     |
| ------------------ | ------------ | --------------- | ---------------------- |
| Ausztrália         | ARIA         | 2× platinalemez | 140 000+               |
| Ausztria           | IFPI         | Aranylemez      |                        |
| Belgium            | IFPI         | Platinalemez    | 50 000+                |
| Brazília           | ABPD         | Aranylemez      | 100 000+               |
| Kanada             | CRIA         | Platinalemez    | 100 000+               |
| Egyesült Államok   | RIAA         | 3× platinalemez | 2 336 000+/ 4 000 000+ |
| Egyesült Királyság | BPI          | 4× platinalemez | 1 200 000+             |
| Európa             | IFPI         | 3× platinalemez | 3 000 000+             |
| Finnország         | IFPI         | Aranylemez      | 23 109+                |
| Franciaország      | SNEP         | 2× aranylemez   | 200 000+               |
| Németország        | BVMI         | Platinalemez    | 300 000+               |
| Hollandia          | NVPI         | Platinalemez    | 80 000+                |
| Portugália         | AFP          | Platinalemez    | -                      |
| Spanyolország      | Promusicae   | Platinalemez    | 100 000+               |
| Svájc              |              | Platinalemez    | 50 000+                |
| Svédország         | IFPI         | Platinalemez    | 80 000+                |

| Ország           | Adatforrás | Minősítés    | Elkelt példányszám |
| ---------------- | ---------- | ------------ | ------------------ |
| Argentína        | CAPIF      | Platinalemez |                    |
| Ausztrália       | ARIA       | Platinalemez |                    |
| Brazília         | ABPD       | Platinalemez | 50 000+            |
| Egyesült Államok | RIAA       | Platinalemez |                    |
| Spanyolország    | Promusicae | Aranylemez   |                    |